# Douglas Croft
Douglas Croft (nacido Douglas Malcolm Wheatcroft, (Seattle, 12 de agosto de 1926-Los Ángeles, 24 de octubre de 1963) fue un niño actor estadounidense y un soldado que es mejor recordado por ser la primera persona en interpretar al personaje de DC Comics, Robin, El Niño Maravilla, así como su identidad secreta Dick Grayson, en la serie Batman de 1943 cuando tenía 16 años.

## Primeros años
Croft nació como Douglas Malcolm Wheatcroft el 12 de agosto de 1926 en Seattle, Washington, Estados Unidos. Su madre, Beatrice Hayden, se casó con el actor de cine mudo Stanhope Nelson Wheatcroft. Se divorciaron en 1922, y su madre se mudó a San Francisco. El divorcio de sus padres fue amargo, y cuando nació en agosto de 1926, Stanhope Wheatcroft intentó que se declarara muerta a Beatrice para que pudiera dejar de pagar la pensión alimenticia. 

## Carrera de actuación
Vivía con su madre en Los Ángeles (California) en 1941. Fascinado por las estrellas de cine, un agente de talentos lo vio merodeando cerca de un estudio y lo contrató. Alrededor de septiembre de 1941, comenzó a usar el nombre artístico de Douglas Croft. También se afeitó varios años de su edad, afirmando en julio de 1941 y nuevamente en marzo de 1942 que tenía 11 años. Un informe de un periódico de diciembre de 1941 indicaba que su edad era de 12 años, cuando en realidad tenía 15 años. 
Su primer papel protagónico fue un en Remember The Day. Su segundo papel fue en la película Kings Row de 1942, con su primer papel principal y una actuación notable el mismo año en Not A Ladies Man. 
Su papel destacado fue el del joven George M. Cohan en la película Yanqui Dandy, ganadora del premio Óscar en 1942. El año 1942 también vio a Croft en un papel sustancial como el joven Lou Gehrig en El orgullo de los Yanquis y como Raymond en George Washington Slept Here y luego como Skip en Harrigan's Kid y como Davey en Presenting Lily Mars.
Croft fue el primer actor en interpretar al personaje de cómic Robin en una película, haciéndolo en la serie de películas de 15 capítulos de 1943, Batman. A partir de 2013, Croft sigue siendo la persona más joven (de 16 años) en interpretar a Robin, quien en ese momento fue representado en los cómics como un joven adolescente. Los productores hicieron un cambio en el personaje, y fue darle a Croft una peluca de cabello rizado salvaje.

## Vida posterior
Croft sirvió en las fuerzas armadas de los Estados Unidos durante la Segunda Guerra Mundial.
En febrero de 1947, resultó gravemente herido en un accidente de motocicleta que mató al conductor de 19 años John J. Masterson. 
Su último papel cinematográfico fue en Killer McCoy de 1947, fue filmado en junio o julio de 1947.  La madre de Croft murió de un bloqueo intestinal el 3 de junio de 1950, a la edad de 48 años. 

## Muerte
Douglas Croft murió el 24 de octubre de 1963 en el Hotel Palomar en Los Ángeles, California, cerca de la intersección de Santa Mónica Bulevar y Western Avenure, justo al final de la calle de los estudios de Hollywood de 20th Century Fox. Murió de intoxicación aguda por alcohol y enfermedad hepática a los 37 años. Fue enterrado en el cementerio nacional de Fort Rosecrans, cerca de San Diego (California).

## Filmografía
| Año  | Título                       | Rol                              | Notas      |
| ---- | ---------------------------- | -------------------------------- | ---------- |
| 1941 | Remember The Day             | Dewey Roberts as a Boy           | Film debut |
| 1942 | Kings Row                    | Drake McHugh - as a Boy          |            |
| 1942 | Not A Ladies' Man            | Bill Bruce                       |            |
| 1942 | Yanqui Dandy                 | George M. Cohan - As a Boy of 13 |            |
| 1942 | Flight Lieutenant            | Danny Doyle - as a Boy           | Uncredited |
| 1942 | El orgullo de los Yanquis    | Lou Gehrig as a Boy              |            |
| 1942 | George Washington Slept Here | Raymond                          |            |
| 1943 | Harrigan's Kid               | Skip                             |            |
| 1943 | Presenting Lily Mars         | Davey                            |            |
| 1943 | Batman                       | Robin / Dick Grayson             | Serial     |
| 1945 | River Gang                   | Slug                             |            |
| 1947 | Killer McCoy                 | Danny Burns, Newsboy             | Film final |